# مايكل نغادو نغادجوي
مايكل نغادو نغادجوي (بالفرنسية: Michael Ngadeu-Ngadjui)‏ (مواليد 23 نوفمبر 1990) هو لاعب كرة قدم كاميروني محترف يلعب حاليًا لنادي سلافيا براغ كمدافع.

## روابط خارجية
- مايكل نغادو نغادجوي على موقع الاتحاد الدولي (مؤرشف)  (الإنجليزية)
- مايكل نغادو نغادجوي على موقع إي إس بي إن إف سي (الإنجليزية)
- مايكل نغادو نغادجوي على موقع قاعدة بيانات كرة القدم.إي يو (الإنجليزية)
- مايكل نغادو نغادجوي على موقع ناشيونال فوتبول تيمز (الإنجليزية)
- مايكل نغادو نغادجوي على موقع Soccerbase.com (لاعب) (الإنجليزية)
- مايكل نغادو نغادجوي على موقع Soccerway.com (الإنجليزية)
- مايكل نغادو نغادجوي على موقع عالم كرة القدم.نت (الإنجليزية)